# Niemili i niekochani
Niemili i niekochani – powieść Iwana Wazowa, opublikowana w 1883 r., podczas tzw. płowdiwskiego okresu twórczości pisarza, charakteryzowanego jako szczególnie płodny literacko. Powieść została w późniejszym czasie przerobiona przez samego Wazowa na dramat pt. Chyszowe (1894).

## Okoliczności powstania utworu
Po upadku powstania kwietniowego (1876) Wazow, podobnie jak wielu innych Bułgarów, zdecydował się na emigrację. Udał się początkowo do Konstantynopola, a następnie statkiem do Gałaczu i stamtąd, przez Braiłę do Bukaresztu. W Rumunii Wazow zetknął się z losem bułgarskich emigrantów politycznych, którzy pozbawieni pracy, możliwości zarobkowania, znajdowali się w bardzo ciężkiej sytuacji materialnej. Przeżycia zebrane podczas podróży po Rumunii stały się podstawą napisania, już w wyzwolonej Bułgarii, utworu poświęconego losowi bułgarskich emigrantów politycznych.

## Treść
Akcja utworu rozgrywa się najprawdopodobniej na przełomie lat 60. i 70. XIX w. bądź na początku lat 70. (w powieści pojawia się postać Wasyla Lewskiego, który został powieszony w lutym 1873 r.). Narracja doprowadzona jest aż do czasów wojny serbsko-tureckiej (1876-1878). Bohaterem kolektywnym całego utworu są bułgarscy emigranci w Braile: Bryczkow (ujmowany przez krytyków literackich za autoportret samego Wazowa, zgodnie z sugestią autora), Władikow, Popczeto, Mrawkata i Macedoński. Nie mając pieniędzy na codzienne utrzymanie angażują się w dorywcze prace, żyją na kredyt i prowadzą niekończące się rozmowy przy szklance wina w knajpce Strandży, dawnego przywódcy oddziału hajduków. Chcąc zebrać pieniądze na działalność rewolucyjną organizują przedstawienie Straconej Stanki według tekstu Ilii Błyskowa, pieniądze przepuszczają jednak na pijatyki. Szukając funduszy nie wahają się posunąć nawet do kradzieży. Organizując działalność rewolucyjną, wysyłają Macedońskiego, jednego z emigrantów, przez granicę turecko-rumuńską do Ruse, by tam spotkał się z Wasylem Lewskim i odebrał polecenia organizacji. Po wybuchu wojny serbsko-tureckiej wstępują jako ochotnicy do wojska serbskiego i w większości giną w bitwie pod Gredetynem (16 września 1876 r.). Ocalał jedynie Macedoński.

## Recepcja
Utwór jest uznawany przez krytyków za jeden z najlepszych tekstów prozatorskich Wazowa. Podkreśla się przy tym barwne przedstawienie realiów życia bułgarskich emigrantów politycznych w Rumunii, żyjących w nędzy, upokarzanych brakiem środków na utrzymanie i pogardą przedstawicieli bogatszej warstwy emigracji bułgarskiej, lecz pełnych zapału, entuzjazmu i poświęcenia dla sprawy niepodległości swego kraju. Zdaniem P. Dinekowa szczególnym walorem tekstu jest kreacja szeregu plastycznych, żywych bohaterów.
Prócz warstwy literackiej, krytycy dostrzegają także płaszczyznę publicystyczną, gdyż Wazow silnie wartościuje pewne postawy i wydarzenia przeciwstawiając sobie pełną idei przeszłość oraz przyziemną, rozczarowującą teraźniejszość. Omawiając losy Macedońskiego, który jako jedyny z grupy emigrantów doczekał się niepodległej Bułgarii, opisuje go jako "lwa ze Starej Płaniny", "bohatera spod Gredetynu", który obecnie pracuje jako woźny lewą ręką (druga pozostała bezwładna po jednej z bitew) zamiatając kancelarię i drżąc przed pisarzem. 
Jak pisze Teresa Dąbek-Wirgowa, Portrety hyszów dopuszczających się kradzieży i rozboju, lecz gotowych na wszelkie ofiary i nędzarzy, pokazane od wzniosłej i pospolitej strony, złożyły się na realistyczny obraz emigracji, w oskarżeniach zaś pod adresem "małych charakterów" współczesnych pojawiła się skłonność do publicystycznej interwencji w obraz przedstawionego świata.
Powieść została wpisana do kanonu literatury bułgarskiej 1878-1988.